# Don Gaspar Bridge
Le Don Gaspar Bridge est un pont en arc américain à Santa Fe, au Nouveau-Mexique. Construit en 1934 dans le style Pueblo Revival, ce pont routier permet franchit la Santa Fe River. Il est inscrit au Registre national des lieux historiques depuis le 16 octobre 2002.